# Иванково (Ермишинский район)
Ива́нково (тат. Иванку) — татарская деревня в Ермишинском районе Рязанской области России. Входит в состав Надежкинского сельского поселения. Находится на берегу р. Ермишь.

## Население
| 1982 | 1989 | 2004 | 2010 | 2011 | 2023 |
| ---- | ---- | ---- | ---- | ---- | ---- |
| 160  | ↘114 | ↗119 | ↘104 | ↘102 | ↘84  |

Постоянное население деревни 102 чел. (2010). Количество населения уменьшается и по прогнозам будет и дальше уменьшаться. В 2004 году в Иванкове проживало 119 чел.

## История
По дореволюционному административному делению с. Иванково и д. Князь-Ивановка относились к Бедишевской волости Темниковского уезда Тамбовской губернии. В 1862 г. в 44 дворах проживало 300 чел.

### Мечеть
В 1862 г. в селе уже была соборная мечеть. В кон. XIX в. количество прихожан Иванкова и относящихся к этому же приходу Чернышёва и Камалова составляло 739 чел. Имамы из рода Кашаевых. В 1908 г. в Чернышёве была построена своя мечеть.
В ведомости приходов и духовных лиц указан год постройки мечети — 1899 г., относящийся, скорее всего, к каменному зданию. Здание мечети возможно сохранилось и было использовано под организованный в советское время детский дом.